# Вампирская паника
Вампи́рская па́ника в Се́рбии (1720—1730-е годы) — серия случаев массовой истерии, связанных с верой в вампиров, которая охватила Сербию и другие регионы Восточной Европы в 1720—1730-х годах. Эти события привлекли внимание европейских властей, учёных и философов, став одной из причин популяризации образа вампира в западной культуре.

## Исторический контекст
В начале XVIII века Сербия находилась под властью Османской империи, а северные её районы (Воеводина) входили в состав Габсбургской монархии. После австро-турецких войн регион переживал социальные потрясения, эпидемии и голод, что способствовало распространению суеверий.
Вера в вампиров (местные названия: вампир, вукодлак, мртвац) была частью славянского фольклора. Считалось, что некоторые покойники могут возвращаться из могилы, чтобы пить кровь живых или распространять болезни.

## Основные случаи

### Дело Петра Благоевича (1725)
Один из самых известных случаев произошёл в деревне Кизилова (совр. Сербия/Косово). Крестьянин Петар Благоевич (Петрар Благоевич) умер, но вскоре после этого несколько жителей заявили, что он возвращался по ночам и душил их. Некоторые из пострадавших умерли через несколько дней.
Местные власти эксгумировали тело и обнаружили, что оно выглядит свежим, с жидкой кровью во рту. Чтобы предотвратить дальнейшие нападения, тело пронзили колом, а затем сожгли.

### Дело Арнольда Паоле (1731—1732)
Более масштабная паника возникла вокруг Арнольда Паоле (Арнаут Павле), бывшего солдата, который утверждал, что в Турции на него напал вампир. После его смерти в деревне Медведжа (совр. Сербия) люди начали умирать при странных обстоятельствах.
Австрийские военные врачи и чиновники провели расследование, эксгумировали несколько тел и задокументировали признаки «вампиризма»: отсутствие разложения, рост волос и ногтей, кровь в органах. По их приказу тела были обезглавлены и сожжены.

## Реакция Европы
Слухи о сербских вампирах быстро распространились по Европе. В 1732 году в немецких и французских газетах появились сенсационные статьи. Философы, такие как Вольтер и Жан-Жак Руссо, обсуждали эти случаи как примеры суеверий.
В 1746 году августинский монах Антуан Огюстен Кальме опубликовал трактат «Рассуждение о вампирах», где анализировал сербские события.

## Научные объяснения
Современные исследователи связывают вампирскую панику с:
- Эпидемиями (чума, сибирская язва), симптомы которых напоминали «вампиризм»
- Незнанием процессов разложения (естественное вздутие трупов могло восприниматься как «оживание»)
- Социальным стрессом из-за войн и оккупации

## Влияние на культуру
Сербские случаи вдохновили первые литературные произведения о вампирах, включая «Вампира» Джона Полидори (1819) и позднее «Дракула» Брэма Стокера (1897).